# Wojciech Seweryn (muzyk)
Wojciech Seweryn (ur. w 1968 we Wrocławiu, zm. 4 lutego 2004 w Warszawie) – polski muzyk rockowy, jazzowy, kompozytor i gitarzysta.
Był gitarzystą w zespole Lecha Janerki, wcześniej w Young Power i Power Bros. Współpracował z Anną Marią Jopek, Marcinem Rozynkiem i Fiolką Najdenowicz. Udzielał się w warsztatach gitarowych Leszka Cichońskiego. Współtworzył zespół Feeling Station.
Był pedagogiem oraz autorem książek Gitara rockowa bez granic i Gitara rockowa.
Zmarł na chorobę nowotworową.